# Еди Ведер
Едвард Луис Северсон III (енгл. Edward Louis Severson III; Еванстон, 23. децембар 1964) познатији под именом Еди Ведер, је певач и један од тројице гитариста гранџ бенда Pearl Jam из Сијетла. Био је у бенду од почетка 1990. године заједно са гитаристима Стоуном Гросардом и Мајком Мекридијем и басистом Џефом Ејментом. У бенду је остао до данас, као и остали од наведених. Са бендом је снимио 9 албума. Он је 2007. године снимио и соло албум за потребе филма Into the Wild, где је послужио као саундтрек. Ведер је био рангиран као 23. у магазину Hit Parader на њиховој листи за 100 најбољих вокала хеви метала. Написао је већину текстова за песме бенда, а један број песама је и сам компоновао. Осим што ради у Pearl Jam-у од оснивања, он је био и члан бенда Temple of the Dog, а снимио је и соло албум. Магазин Ролинг стоун сврстао га је у листи 100 најбољих водећих певача свих времена на седмом месту.